# 第8空中強襲軍団 (ウクライナ空中機動軍)
第8空中強襲軍団（だい8くうちゅうきょうしゅうぐんだん、ウクライナ語: 8-й Десантно-Штурмовий Корпус）は、ウクライナ空中機動軍の軍団。空中機動軍司令部隷下。

## 歴史

### ロシアのウクライナ侵攻

アメリカ陸軍第101空挺師団章

2025年2月、ウクライナ軍の軍団制移行に伴い、隷下部隊の多いウクライナ空中機動軍第7空中強襲軍団の分割が発表された。
2025年4月、第7空中強襲軍団隷下の第46独立空中機動旅団、第71独立猟兵旅団、第80独立空中強襲旅団、第82独立空中強襲旅団、第95独立空中強襲旅団を基幹に創設された。第82旅団のドミトロ・ヴォロシン旅団長が軍団長に就任し、アメリカ陸軍第101空挺師団の部隊章を意識した鷲の部隊章が発表された。

## 編制
2025年時点での編制は以下のとおりである。
- 軍団司令部（チェルニウツィー）
- 第46独立空中機動旅団（ポルタヴァ）
- 第71独立猟兵旅団（クレメンチューク）
- 第80独立空中強襲旅団（リヴィウ）
- 第82独立空中強襲旅団（チェルニウツィー）
- 第95独立空中強襲旅団（ジトーミル）
- 第148独立砲兵旅団（ジトーミル）
- 第88独立支援大隊